# Kyle Callahan
Kyle Callahan (* 26. Dezember 1986) ist ein US-amerikanischer Footballtrainer und ehemaliger -spieler. Derzeit ist er Offensive Coordinator der Munich Ravens in der European League of Football.

## Leben
Callahan spielte als Schüler Football an der Covington Catholic High School in seinem Heimatort Covington im US-Bundesstaat Kentucky. Der als Quarterback und Wide Receiver eingesetzte Spieler gehörte danach zur Hochschulmannschaft des Union College in der Liga NAIA. Zu seinen dortigen Trainern zählte der frühere deutsche Nationalspieler Marco Knorr, auf dessen Vermittlung Callahan im Vorfeld der Saison 2009 bei den Kiel Baltic Hurricanes in der deutschen GFL landete. In der Landeshauptstadt Schleswig-Holsteins spielte Callahan unter Trainer Kent Anderson und erreichte mit der Mannschaft das Endspiel um die deutsche Meisterschaft, welches man Anfang Oktober 2009 aber gegen die Berlin Adler verlor. Die Berliner nahmen ihn für das Spieljahr 2010 unter Vertrag. Anfang Juli 2010 gewann er mit den Adlern den Eurobowl. Kurz darauf zog er sich einen Kreuzbandriss zu.
Im Januar 2011 wurde der für seine Führungsqualitäten, sein Spielverständnis und seine Athletik gerühmte Callahan als Neuzugang der Swarco Raiders Tirol vorgestellt, bei denen er wie in Berlin unter Cheftrainer Shuan Fatah spielte. Die Innsbrucker führte Callahan 2011 zum Gewinn der österreichischen Meisterschaft sowie zum Sieg im Eurobowl. 2012 und 2013 wurde er mit der Mannschaft österreichischer Vizemeister, im Juli 2013 stand er mit Innsbruck zudem im Eurobowl, verlor dort aber gegen Wien. Ab Januar 2014 fungierte Callahan, der als einer „der besten und erfolgreichsten Quarterbacks“ der Vereinsgeschichte bezeichnet wurde, bei den Swarco Raiders als Assistenztrainer für die Wide Receiver und als Trainer im Jugendbereich, zugleich blieb er als Wide Receiver auch als Spieler für die Mannschaft tätig. Im April 2015 stand er erstmals seit 2013 wieder als Quarterback für die Tiroler auf dem Rasen. Während er sich später zusehends seinen Traineraufgaben widmete, verstärkte er die zweite Mannschaft der Swarco Raiders. Zeitweilig zählte Callahan auch zum Trainerstab der österreichischen Nationalmannschaft. In seinem Heimatland, den Vereinigten Staaten, brachte sich Callahan im Rahmen von Ausbildungsveranstaltungen für Jugendliche ebenfalls als Trainer ein.
Ab 2020 war Callahan Offensive Coordinator der Raiders. In der Saison 2022 stiegen die Raiders in die European League of Football (ELF) ein. In dieser ersten Saison wurde Callahan als Assistant Coach of the Year ausgezeichnet. Oktober 2023 wechselte er als Offensive Coordinator zu den Munich Ravens.